# По небу босиком
«По небу босиком» — фильм Султана Хажироко, снятый в жанре романтической трагикомедии. Премьера картины состоялась на 17 декабря 2015 года. Первый полнометражный фильм снятый в постсоветской Российской Федерации полностью на Кавказе.

## Сюжет
Действие фильма происходит где-то на Северном Кавказе. Девушка по имени Капелла, названная так отцом — большим любителем искусства в честь Сикстинской капеллы, приехала с учёбы из Великобритании, чтобы продолжить обучение на родине. Здесь она сразу становится объектом повышенного внимания со стороны однокурсников — в особенности двух друзей — Бита и Руслана. В начале они просто «подкалывают» новенькую, их обычная забава — проводить такое «испытание на прочность», спорят сколько она выдержит, прежде чем пожалуется руководству (приведет родителей, отчислится). Фильм рассказывает об отношениях Бита (Кокаев) и Капеллы (Карагулова). Но на этот раз у Бита и Капеллы возникает взаимная симпатия, которая перерастает в настоящее чувство. В жизни молодой пары появляются испытания, которые заставляют их быстро повзрослеть…

## Съёмочная группа
- Режиссёр — Султан Хажироко, музыкант, исполнитель и клипмейкер[3], заслуженный артист Южной Осетии, Адыгеи и Кабардино-Балкарии[4][5], с декабря 2015 года — также заслуженный артист Северной Осетии[6].
- Продюсеры — Резуан Карданов и Аслан Безиров.
- Главный оператор—постановщик Александр Сюткин.
- Гафер — Игорь Грицик

## В ролях
- Алан Кокаев — Бит
- Милана Карагулова — Капелла
- Арсенуко Масаев — Руслан
- Султан Хажироко — Борис
- Валентин Камергоев — Аслан Хасанович
- Роза Байзулаева — Бабуля Капеллы
- Фатима Мамаева — Мама Капеллы
- Юсуп Омаров — Фариз
- Сати Казанова — мама Бита
- Ефрем Амирамов — дядя Герцель
- Наталья Гулькина
- Рустам Саидахмедов — Рустам
- Лариса Кярова — Тетя Алия
- Аслан Карданов — Бит в детстве
- Магомед Чемаев — Борис в детстве
- Басир Шибзухов
- Эльдар Дымов — декан
- Алим Кунижев — Брюс Ли
- Кантемир Афаунов — лузер
- Олег Гусейнов — помощник Аслана Хасановича
- Борис Кожаров — дедушка Азиф
- Ахмед Бозиев — хозяин галереи

## Съёмочный процесс
Фильм стал первым в постсоветском кинематографе полнометражным фильмом, полностью снятым на Северном Кавказе. Съёмки фильма проводились с июля по сентябрь 2014 года. Фильм снимался практически на собственные деньги съёмочной группы, без привлечения бюджетных средств или крупных инвесторов. Сюжет фильма не привязан к определенной местности, он снимался практически во всех республиках Северного Кавказа, а также в Ставропольском крае (Пятигорск) и Турции (Стамбул). Фильм содержит масштабные танцевальные сцены, к съемкам которых привлекались такие ансамбли как «Кабардинка», «Каллисто». Хореографом выступил исполнитель главной роли — Алан Кокаев.

## Критика
Как отмечают и сами создатели фильма, и независимо от них — критика, стилистически фильм является попыткой перенести на российскую, кавказскую почву болливудские традиции индийского кино.
Юлия Авакова расценила фильм как удачу молодого режиссёра. Сюжет фильма она охарактеризовала как осовремененную и перемещённую на Северный Кавказ классическую историю «любви двух молодых людей, встречающих противодействие со стороны близких» и назвала «По небу босиком» первым фильмом, который рассказывает о том что происходит в душах молодых жителей Кавказа, выросших в очень непростое для своей родины время, редкий, если не единственный в современном российском кинематографе целомудренно снятый фильм о любви.
Некоторая наивность актёрской игры по мнению Аваковой вполне компенсируется естественностью, яркими образами героев и. в рамках выбранного «боливудского» формата — мастерством постановки народных танцев. К числу явных недостатков фильма, внесённых, по видимому, в расчёте на завоевание более массовой аудитории, она отнесла не совсем удачное использование элементов современной молодёжной городской культуры, и закадровое озвучивание, выполненное «стерильными» голосами, без ожидаемого от героев кавказского акцента.